# Monumento homenaje a las víctimas del 11-M
El monumento homenaje a las víctimas del 11-M de Madrid fue una construcción erigida en homenaje a las víctimas de los ataques terroristas del 11-M en Madrid. Se inauguró en 2007 y se comenzó a desmantelar en 2023 para permitir la ampliación del metro.

## Descripción
El monumento se encontraba frente a la estación de tren de Atocha, en la que tuvo lugar uno de los ataques. Constaba de dos partes, una exterior y otra interior a la estación. El aspecto exterior que presentaba el monumento visto desde la plaza del Emperador Carlos V era el de un gran cilindro de cristal. Tuvo una altura de 11 metros y un diámetro de 9,5 metros. Desde el interior de la estación se accedía a la parte inferior del monumento, una gran sala diáfana subterránea con paredes de color azul cobalto, en cuyo interior el visitante podía mirar arriba para visualizar mensajes en varios idiomas que se recogieron tras los atentados. Estos mensajes estaban impresos en una burbuja de plástico de 48 kg de peso que se mantiene elevada contra el cilindro de cristal gracias a un compresor de aire que elevaba la presión del interior de la sala. Para evitar que dicha presión descendiera, se necesitó instalar cuatro puertas especiales que actuaban como válvulas.

## Historia
El monumento, a cuya construcción se opuso Adif, fue inaugurado por los reyes Juan Carlos I y Sofía el 11 de marzo de 2007, coincidiendo con el tercer aniversario de los atentados. A la inauguración también asistieron diversas personalidades como los príncipes de Asturias; el presidente del Gobierno, José Luis Rodríguez Zapatero; la presidenta de la Comunidad de Madrid, Esperanza Aguirre, y la ministra de Fomento, Magdalena Álvarez. Durante la inauguración se guardaron tres minutos de silencio por las víctimas. El acto finalizó con la canción tradicional catalana El cant dels ocells, popularizada como himno de paz por Pau Casals, interpretada al violonchelo por Antonio Martín Acevedo.
En 2009, dos años después de la inauguración, el monumento se resquebrajó en su parte superior. En septiembre de 2015 la estructura interior de plástico caía por quinta vez al suelo al no funcionar el compresor de aire que la mantenía elevada.

## Proyecto
El proyecto del monumento fue desarrollado por el estudio de arquitectura FAM. Este estudio, que se creó en 2002, está situado en Madrid y tiene por objetivo la elaboración interdisciplinar de proyectos de arquitectura y urbanismo. El proyecto de FAM fue el ganador del concurso que se llevó a cabo para la elaboración del monumento. El concurso se falló el 30 de noviembre de 2004 y el proyecto de FAM venía firmado por cinco arquitectos: Esaú Acosta, Raquel Buj, Pedro Colón, Mauro Gil-Fournier y Miguel Jaenicke. Además de la construcción de la idea ganadora, los miembros de FAM fueron dotados con un premio de 48.000 euros.
La instalación tuvo un sobrecoste de aproximadamente el 40% (6,6 millones de euros frente a los poco más de 4 en que se adjudicó). Tras su inauguración, el 13 de diciembre de 2007 el Ayuntamiento de Madrid y el Ministerio de Fomento (a través de sus sociedades Renfe y Adif) firmaron un convenio para su mantenimiento y conservación, por el cual el municipio asumía el 50% de los gastos y las dos empresas públicas un 25% cada una.
Un informe de febrero de 2015 reveló que el Ayuntamiento de Madrid había estado sin abonar su mantenimiento seis años, el sistema de climatización no funcionaba porque no se conocían las claves informáticas para encenderlo, la instalación tenía goteras, se desprendían partes y no había dotación presupuestaria para arreglarla.

## Desmantelación

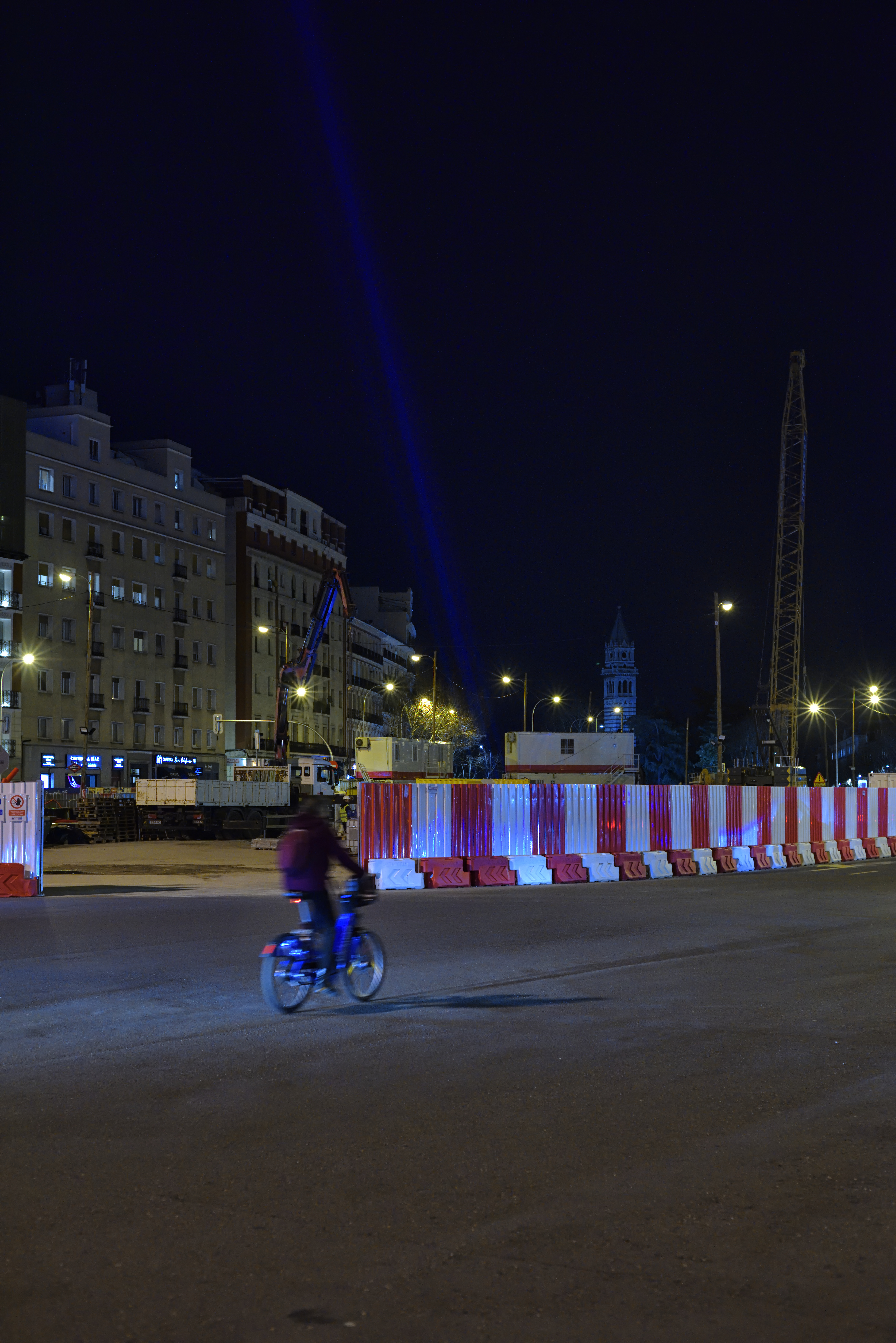
Desmantelamiento del monumento, marzo 2024.

En 2023 se iniciaron las obras para el desmantelamiento del monumento y así permitir la obras de ampliación de la Línea 11 del metro de Madrid.
Estas obras de desmantelamiento se completaron durante el mes de febrero de 2024.
De cara al 20 aniversario de los atentados del 11 de marzo de 2004, en la noche de la víspera del aniversario se instaló sobre el emplazamiento original del monumento, ya desmantelado, un foco que proyectaba un rayo de luz de color azul al cielo, estuvo operativo durante las noches del 10 y 11 de marzo de 2024.

## Acto de entrega de las piezas del memorial

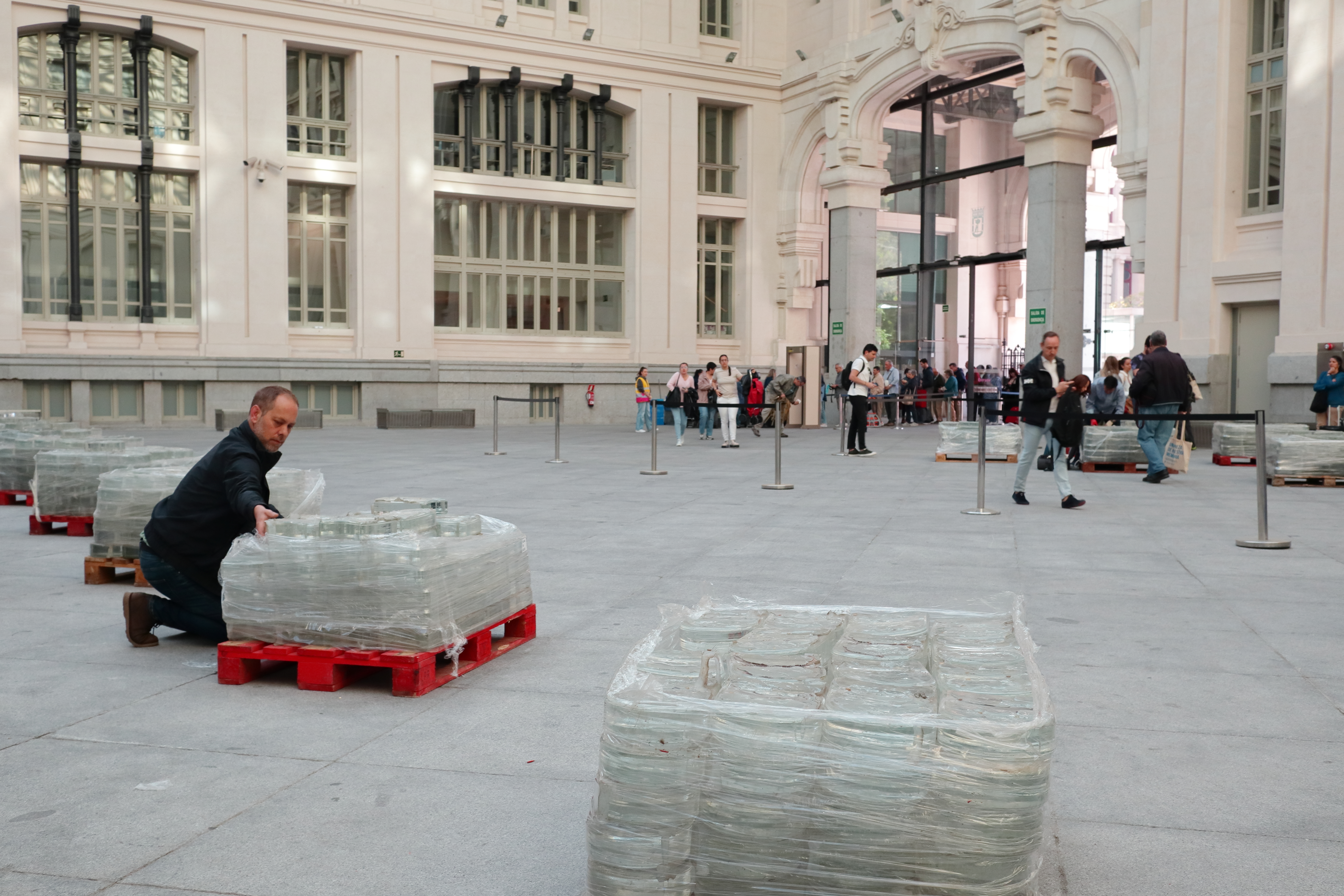
Acto de entrega de las piezas de vidrio del Monumento a las víctimas del 11M

El Ayuntamiento de Madrid anunció el día 4 de abril de 2024 la celebración de un acto de entrega de las piezas de vidrio del memorial a "todos los ciudadanos que lo deseen", el acto se celebró el 13 de abril de 2024 en Palacio de Cibeles.
Durante el acto de entrega el Ayuntamiento puso a disposición del público unas 5.000 piezas de vidrio del monumento, de un total de 12.500 de piezas recuperadas del desmantelamiento del citado monumento. Cada una de estas piezas tenía un peso de aproximadamente 8.5 kilogramos, pudiendo retirarse hasta un máximo de cinco piezas por persona.
En vista del éxito que tuvo el primer acto de entrega, el Ayuntamiento de la capital está valorando organizar un segundo Acto de entrega.

## Nuevo Memorial

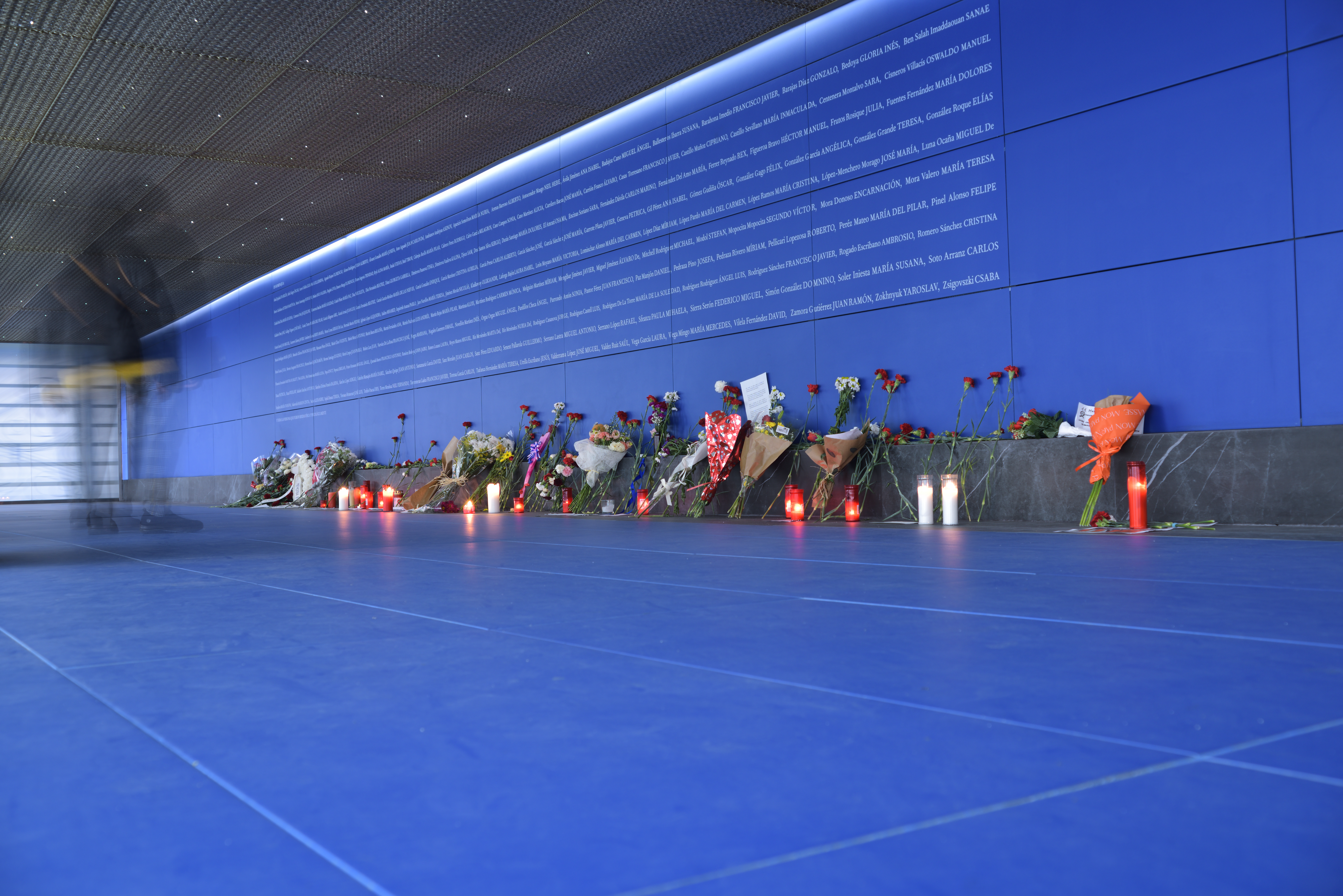
Aspecto del Nuevo Memorial recién inaugurado en marzo de 2024.

El 10 de marzo de 2024 se inaugura un nuevo memorial debajo del emplazamiento del monumento que estaba en la superficie.
Las paredes de este nuevo memorial están acabadas en color azul cobalto, color el elegido por las Asociaciones de Víctimas, y sobre estas van grabados los nombres de los fallecidos en los atentados del 11 de marzo del 2004 de Madrid, así como algunas de las frases que se podían leer en el monumento desmantelado.